# Olivier Audéoud
 (février 2024).
Pour les articles homonymes, voir Audéoud.
Olivier Gonzague Marie Audéoud, né en 1948, est un juriste et universitaire français. Il a été président de l'Université Paris-Nanterre de 2003 à 2008, et recteur d'académies.

## Biographie
Olivier Audéoud suit des études de droit. Il obtient un DES de droit public, un DES de science politique, puis un doctorat en droit public. Il passe ensuite l'agrégation de droit public. 
Il commence sa carrière dans l'enseignement à l'Université Panthéon-Sorbonne en 1970, en tant qu'assistant. Il devient directeur de cabinet du président de l'université en 1981, et ce jusqu'en 1989. À partir de 1986, il est directeur du centre de formation permanente. Il quitte l'université Panthéon-Sorbonne en 1991.
Il décide alors de rejoindre la faculté de droit, d'économie et de gestion de l'Université Nancy-II. Il y reste jusqu'en 1997. Il dirige des thèses à partir de 1993. Il y est vice-président chargé des relations internationales. L'année suivante, il rejoint l'Université Paris-Nanterre, et intègre sa faculté de droit. Il y est élu au Conseil d'administration, et préside la commission des statuts. En 1994 et en 2000, il est membre du jury et correcteur des épreuves de l'École nationale d'administration.
En 2001, il est nommé professeur des universités. Il se présente sur une liste de sensibilité de gauche aux élections municipales à Saint-Mihiel, et devient ainsi conseiller municipal.
En décembre 2002, il se présente à l'élection pour succéder au président de Nanterre, André Legrand. Si Legrand avait été le seul candidat déclaré cinq ans plus tôt, Olivier Audéoud est élu face à six autres candidats, au quatrième tour, avec 79 voix sur 140 (contre 127 voix pour Legrand cinq ans plus tôt). Il est ainsi président de l'Université Paris-Nanterre de 2003 à 2008.
En 2007, lors du mouvement étudiant contre la LRU, il fait appel aux forces de l'ordre, considérant le blocage comme illégal et antidémocratique.
En avril 2008, il déclare ne pas être candidat à sa succession. Il se déclare également réticent au projet de Sorbonne Université Abou Dabi.
En juillet 2010, il est nommé recteur de l'Académie de Grenoble, poste qu'il quitte en 2013.